# Коэффициент пропускания

Пример спектра пропускания рубинового монокристалла толщиной 1 см в видимой и ближней инфракрасной частях спектра. На рисунке видны полосы поглощения в синей и зелёной частях спектра и узкая линия поглощения на длине волны 694 нм — длине волны излучения рубинового лазера.

Коэффицие́нт пропуска́ния — безразмерная физическая величина, равная отношению потока излучения {\displaystyle \Phi }, прошедшего через среду, к потоку излучения {\displaystyle \Phi _{0}}, упавшему на её поверхность:
{\displaystyle T={\frac {\Phi }{\Phi _{0}}}.}
В общем случае значение коэффициента пропускания {\displaystyle T} тела зависит как от свойств самого тела, так и от угла падения, спектрального состава и поляризации излучения.
Численно коэффициент пропускания выражают в долях или в процентах.
Коэффициент пропускания неактивных сред всегда меньше 1. В активных средах коэффициент пропускания больше или равен 1, при прохождении излучения через такие среды происходит его усиление. Активные среды используются в качестве рабочих сред лазеров.
Коэффициент пропускания связан с оптической плотностью {\displaystyle D} соотношением:
{\displaystyle T=10^{-D}.}
Сумма коэффициента пропускания и коэффициентов отражения, поглощения и рассеяния равна единице. Это утверждение следует из закона сохранения энергии.

## Производные, связанные и родственные понятия
Вместе с понятием «коэффициент пропускания» широко используются и другие созданные на его основе понятия. Часть из них представлена ниже.

### Коэффициент направленного пропусканияTr{\displaystyle T_{r}}
Коэффициент направленного пропускания равен отношению потока излучения, прошедшего сквозь среду, не испытав рассеяния, к потоку падающего излучения.

### Коэффициент диффузного пропусканияTd{\displaystyle T_{d}}
Коэффициент диффузного пропускания равен отношению потока излучения, прошедшего сквозь среду и рассеянного ею, к потоку падающего излучения.
В отсутствие поглощения и отражений выполняется соотношение:
{\displaystyle T=T_{r}+T_{d}.}

### Спектральный коэффициент пропусканияTλ{\displaystyle T_{\lambda }}
Коэффициент пропускания монохроматического излучения называют спектральным коэффициентом пропускания. Выражение для него имеет вид:
{\displaystyle T_{\lambda }={\frac {\Phi _{\lambda }}{\Phi _{\lambda 0}}},}
где {\displaystyle \Phi _{\lambda 0}} и {\displaystyle \Phi _{\lambda }} — потоки падающего на среду и прошедшего через неё монохроматического излучения соответственно.

### Коэффициент внутреннего пропусканияTi{\displaystyle T_{i}}
Коэффициент внутреннего пропускания отражает только те изменения интенсивности излучения, которые происходят внутри среды, то есть потери из-за отражений на входной и выходной поверхностях среды им не учитываются.
Таким образом, по определению:
{\displaystyle T_{i}={\frac {\Phi _{out}}{\Phi _{in}}},}
где {\displaystyle \Phi _{in}} — поток излучения, вошедшего в среду, а {\displaystyle \Phi _{out}} — поток излучения, дошедшего до выходной поверхности.
С учетом отражения излучения на входной поверхности соотношение между потоком излучения {\displaystyle \Phi _{in}}, вошедшего в среду, и потоком излучения {\displaystyle \Phi _{0}}, падающим на входную поверхность, имеет вид:
{\displaystyle \Phi _{in}=(1-R_{in})\Phi _{0},}
где {\displaystyle R_{in}} — коэффициент отражения от входной поверхности.
На выходной поверхности также происходит отражение, поэтому поток излучения {\displaystyle \Phi _{out}}, падающего на эту поверхность, и поток {\displaystyle \Phi }, выходящий из среды, связаны соотношением:
{\displaystyle \Phi =(1-R_{out})\Phi _{out},}
где {\displaystyle R_{out}} — коэффициент отражения от выходной поверхности. Соответственно, выполняется:
{\displaystyle \Phi _{out}={\frac {\Phi }{(1-R_{out})}}.}
В результате для связи {\displaystyle T_{i}} и {\displaystyle T} получается:
{\displaystyle T_{i}={\frac {T}{(1-R_{in})(1-R_{out})}}.}
Коэффициент внутреннего пропускания обычно используется не при описании свойств тел, как таковых, а как характеристика материалов, преимущественно оптических.

### Спектральный коэффициент внутреннего пропусканияTi,λ{\displaystyle T_{i,\lambda }}
Спектральный коэффициент внутреннего пропускания представляет собой коэффициент внутреннего пропускания для монохроматического света.

### Интегральный коэффициент внутреннего пропусканияTA{\displaystyle T_{A}}
Интегральный коэффициент внутреннего пропускания {\displaystyle T_{A}} для белого света стандартного источника A (с коррелированной цветовой температурой излучения T=2856 K) рассчитывается по формуле:
{\displaystyle T_{A}={\frac {\int \limits _{380}^{760}\Phi _{in,\lambda }(\lambda )V(\lambda )T_{i,\lambda }(\lambda )d\lambda }{\int \limits _{380}^{760}\Phi _{in,\lambda }(\lambda )V(\lambda )d\lambda }},}
или следующей из неё:
{\displaystyle T_{A}={\frac {\int \limits _{380}^{760}\Phi _{out,\lambda }(\lambda )V(\lambda )d\lambda }{\int \limits _{380}^{760}\Phi _{in,\lambda }(\lambda )V(\lambda )d\lambda }},}
где {\displaystyle \Phi _{in,\lambda }(\lambda )} — спектральная плотность потока излучения, вошедшего в среду, {\displaystyle \Phi _{out,\lambda }(\lambda )} — спектральная плотность потока излучения, дошедшего до выходной поверхности, а {\displaystyle V(\lambda )} — относительная спектральная световая эффективность монохроматического излучения для дневного зрения.
Аналогичным образом определяются интегральные коэффициенты пропускания и для других источников света.
Интегральный коэффициент внутреннего пропускания характеризует способность материала пропускать свет, воспринимаемый человеческим глазом, и является поэтому важной характеристикой оптических материалов.

### Спектр пропускания
Спектр пропускания — это зависимость коэффициента пропускания от длины волны или частоты (волнового числа, энергии кванта и т. д.) излучения. Применительно к свету такие спектры называют также спектрами светопропускания.
Спектры пропускания являются первичным экспериментальным материалом, получаемым при исследованиях, выполняемых методами абсорбционной спектроскопии. Такие спектры представляют и самостоятельный интерес, например, как одна из основных характеристик оптических материалов.